# Anthology: The Phonogram Years
Anthology: The Phonogram Years es un disco doble recopilatorio de la banda británica de rock gótico The Mission, publicado en 2006 por sellos Universal Records para el mercado europeo y por Mercury para los Estados Unidos. Fue lanzado con el motivo del 20° aniversario de la agrupación desde su primera producción en el año 1986.
Como su nombre lo dice incluye los mayores éxitos durante su contrato con el sello Phonogram Records, además contiene algunos temas en versión demo, en vivo y remezclas, como también la nueva canción «Bird of Passage».

## Lista de canciones

### Disco uno
| N.º | Título                                   | Duración |  |
| 1.  | «Serpent's Kiss»                         | 4:13     |  |
| 2.  | «Garden of Delight» (versión extendida)  | 4:53     |  |
| 3.  | «Like a Hurricane» (cover de Neil Young) | 4:58     |  |
| 4.  | «Crystal Ocean» (versión editada)        | 5:18     |  |
| 5.  | «Shelter from the Storm» (en vivo)       | 5:25     |  |
| 6.  | «Stay With Me» (versión sencillo)        | 4:36     |  |
| 7.  | «Blood Brother» (en vivo)                | 6:55     |  |
| 8.  | «And the Dance Goes On»                  | 4:12     |  |
| 9.  | «Wasteland» (versión sencillo)           | 4:57     |  |
| 10. | «Severina» (versión sencillo)            | 3:57     |  |
| 11. | «Tomorrow Never Knows» (versión mix)     | 4:53     |  |
| 12. | «Beyond the Pale» (versión sencillo)     | 4:19     |  |
| 13. | «Kingdom Come» (en vivo)                 | 4:59     |  |
| 14. | «Tower of Strength» (versión mix)        | 7:09     |  |
| 15. | «For Ever More»                          | 5:54     |  |

### Disco dos
| N.º | Título                                    | Duración |  |
| 1.  | «Amelia» (en vivo)                        | 2:46     |  |
| 2.  | «Into the Blue» (versión editada)         | 3:46     |  |
| 3.  | «Butterfly on a Wheel» (versión sencillo) | 4:59     |  |
| 4.  | «Deliverance» (versión mix)               | 8:41     |  |
| 5.  | «Belief» (versión Mike Fraser)            | 6:49     |  |
| 6.  | «Grapes of Wrath» (versión demo)          | 3:45     |  |
| 7.  | «Hands Across the Ocean» (versión demo)   | 4:10     |  |
| 8.  | «Diamond Cuts Diamonds» (versión demo)    | 4:58     |  |
| 9.  | «Bird of Passage» (canción nueva)         | 6:21     |  |
| 10. | «Metal Guru» (cover de T. Rex)            | 2:27     |  |
| 11. | «Never Again» (versión sencillo)          | 5:04     |  |
| 12. | «Shades of Green» (versión mix)           | 3:58     |  |
| 13. | «Trail of Scarlet» (versión mix)          | 4:05     |  |
| 14. | «Like a Child Again» (versión sencillo)   | 3:40     |  |
| 15. | «Afterglow» (versión mix)                 | 8:09     |  |